# Micreumenes notabilis
Micreumenes notabilis är en stekelart som beskrevs av Giordani Soika 1983. Micreumenes notabilis ingår i släktet Micreumenes och familjen Eumenidae. Inga underarter finns listade i Catalogue of Life.